# هيلموت رايشلت
هيلموت رايشلت (بالألمانية: Helmut Reichelt)‏ (و. 1939  م) هو اقتصادي، وفيلسوف، وأستاذ جامعي، وعالم اجتماع ألماني، ولد في بوروس.

## التعليم
تعلم في جامعة فرايبورغ
.